# Statele Unite Bananiere
Statele Unite Bananiere, publicată în 2011, este o lucrare de ficțiune postocolonialistă a poetei portoricane Giannina Braschi. Este o lucrare de gen mixt care împletește teatrul experimental, poemul în proză, povestirea și eseul, cu un manifest despre democrație și puterii americană în perioada de după atentatele din 11 septembrie. Cartea postmodernistă relatează dezrădăcinarea violentă a autoarei din locuința ei din cartierul  Battery Park, din New York City.

## Rezumat

### Partea întâi: Ground Zero
Partea întâi, intitulată "Ground Zero", oferă cititorului o critică poetică a capitalismului și cenzurii corporatiste din secolul XXI, cu descrierile orașului New York de dinainte și de după atentatele din 11 septembrie 2001. Partea întâi se derulează printr-o înșiruire de metaficțiune, povestiri scurte și eseuri privind cultura americană de după prăbușirea turnurilor World Trade Center.

### Partea a doua: Statele Unite Bananiere
În partea a doua, intitulată Statele Unite Bananiere („United States of Banana”), structura se schimbă radical, trecând de la o înșiruire de lucrări fragmentate la o lucrare de teatru experimental ce constă în dialoguri dramatice și filosofice. Personajele literare istorice Hamlet și Zarathustra se alăture alter-ego-ului autoarei, Giannina, în încercarea de eliberare a prizonierului portorican Segismundo din temnița Statuia Libertății, unde fusese ținut de tatăl său, Regele Statelor Unite Bananiere, de mai bine de 100 de ani pentru crima de a se fi născut. Când regele se recăsătorește, acesta își eliberează fiul în semn de reconciliere, face din Puerto Rico cel de-al 51-lea stat și acordă pașaport american tuturor cetățenilor latinoamericani.
Piesa de teatru experimental este o dramatizare a situației disperate a prizonierilor de origine latinoamericană din Statele Unite, a poziției Puerto Rico ca teritoriu american și a luptei lui Braschi pentru libertate. Prin votul dat de poporul portorican cu privire la eliberarea lui Segismundo, lucrarea reprezintă o satiră a celor trei opțiuni pe care le are Puerto Rico: stat federal, națiune, și colonie.

## Producții cinematografice și teatrale
- În 2011, fotograful american Michael Somoroff a regizat și produs o serie de filme de artă de scurt metraj după interpretările orale ale cărții în lectura autoarei; aceste filme au debutat la Cervantes Institute din New York pe 1 decembrie 2012.
[8]

- În 2011 și 2012, Braschi a oferit o serie de lecturi dramatizate din Statele Unite Bananiere în cadrul unor festivaluri importante, centre culturale și conferințe literare.
- În 2015, regizorul de film și teatru columbian Juan Pablo Felix a realizat o adaptare pentru scenă a United States of Banana, a cărei premieră a avut loc la Schapiro Theater la Universitatea Columbia din New York.[9][10]

## Bandă desenată
În 2017, romanul a fost adaptat ca un roman de bandă desenată ilustrat de Format:Ill WD.

## Link-uri externe
- Biblioteca Congresului, Washington DC, 24 septembrie 2012 . Festivalul Național de Carte (Transcriere și Webcast: Giannina Braschi, Statele Unite Bananiere)
- Video de Giannina Braschi lecturând Statele Unite Bananiere, New York, noiembrie 2012